# Ioan Dimache
Ioan Dimache (n. secolul al XX-lea – d. secolul al XX-lea) a fost un pilot român de aviație, as al Aviației Române din cel de-al Doilea Război Mondial.
Adjutantul av. Ioan Dimache a fost decorat cu Ordinul Virtutea Aeronautică de război cu spade, clasa Crucea de Aur cu 2 barete (4 noiembrie 1941) pentru că „a atacat A. C. A. inamic la Bujor și Țiganca. A executat patru atacuri la sol în regiunea Vigoda. A doborât în luptă aeriană un avion inamic, iar în interval de două zile alte două avioane inamice”.

## Decorații
- Ordinul „Virtutea Aeronautică” de Război cu spade, clasa Crucea de Aur cu 2 barete (4 noiembrie 1941)[1]